# 烏費河
51°33′13.8″N 10°39′20.7″E / 51.553833°N 10.655750°E

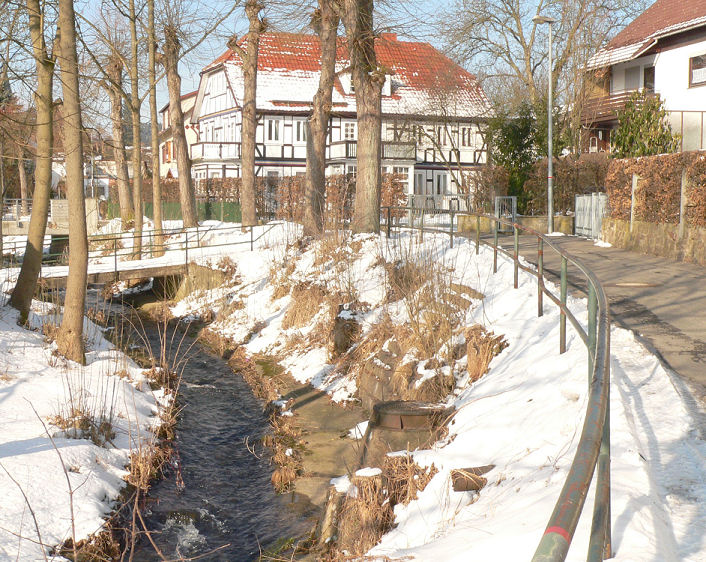
烏費河

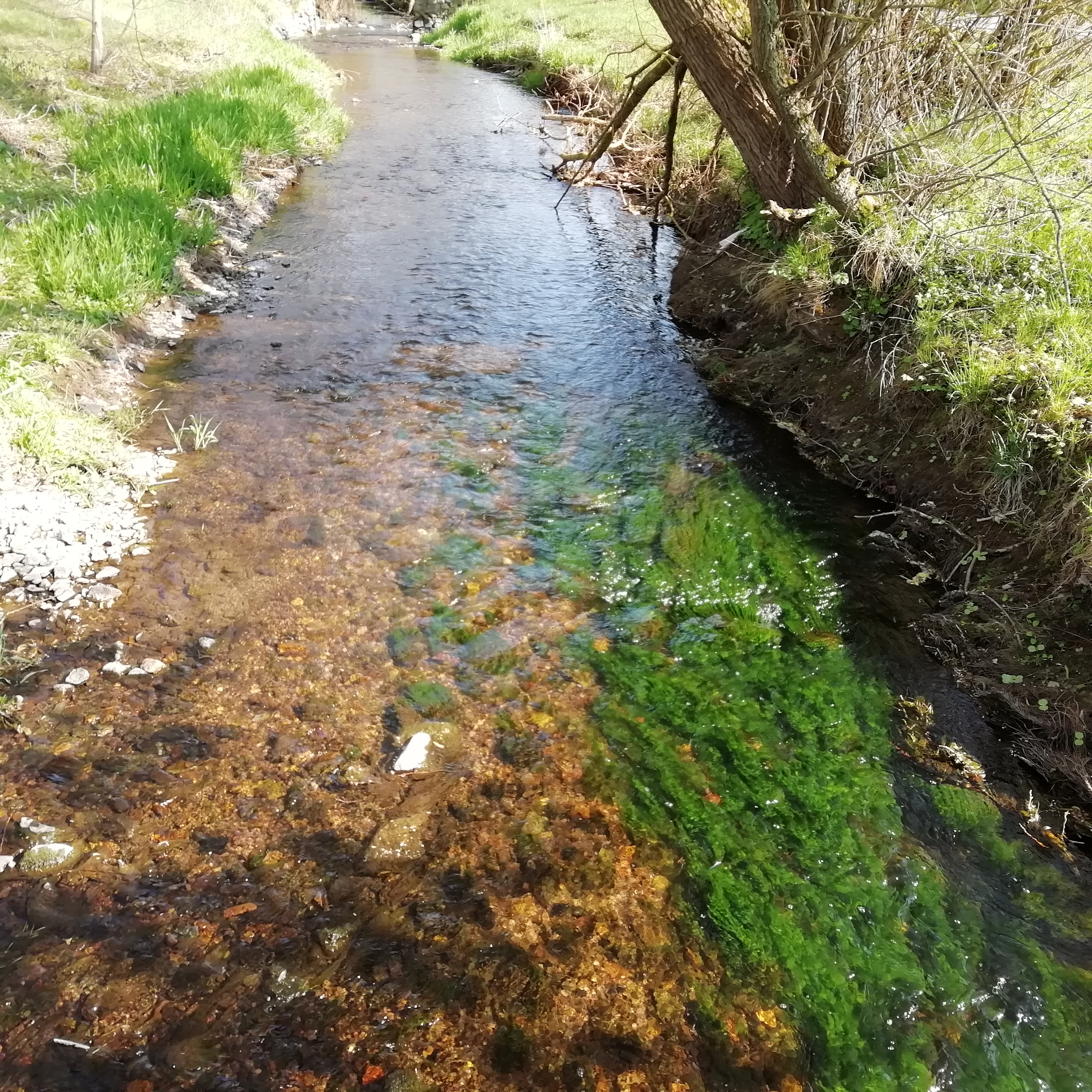
烏費河

烏費河（德語：Uffe），是德國的河流，位於該國北部，流經下薩克森州和圖林根州，屬於維達河的右支流，河道全長15公里，該河流發源自哈茨山。